# Sayrita
La sayrita és un mineral de la classe dels òxids. Rep el nom de David Sayre (2 de març de 1924, Nova York, Nova York, EUA - 23 de febrer de 2012, Ashland, Oregon, EUA), cristal·lògraf. L'equació de Sayre, utilitzada en cristal·lografia, porta el seu nom. També va formar part de l'equip inicial que va crear el llenguatge de programació Fortran.

## Característiques
La sayrita és un hidròxid de fórmula química Pb₂(UO₂)₅O₆(OH)₂·4H₂O. Es tracta d'una espècie aprovada per l'Associació Mineralògica Internacional, i publicada per primera vegada el 1983. Cristal·litza en el sistema monoclínic.
Segons la classificació de Nickel-Strunz la sayrita pertany a «04.GB - Uranils hidròxids, amb cations addicionals (K, Ca, Ba, Pb, etc.); principalment amb poliedres pentagonals UO₂(O,OH)₅» juntament amb els següents minerals: agrinierita, compreignacita, rameauita, becquerelita, bil·lietita, protasita, richetita, bauranoïta, calciouranoïta, metacalciouranoïta, fourmarierita, wölsendorfita, masuyita, metavandendriesscheïta, vandendriesscheïta, vandenbrandeïta, curita, iriginita, uranosferita i holfertita.
L'exemplar que va servir per a determinar l'espècie, el que es coneix com a material tipus, es troba conservat al Museu Reial de l'Àfrica Central, a la localitat de Tervuren (Bèlgica).

## Formació i jaciments
Va ser descoberta a la mina Kasolo, situada a la localitat de Shinkolobwe, al districte de Kambove (Província d'Alt Katanga, República Democràtica del Congo), on es troba en forma de cristalls prismàtics d'una mida màxima de 0,6 x 0,3 x 0,1 mm. També ha estat descrita a les localitats de Rovaniemi i Enontekiö, ambdues a la regió de Lapònia (Finlàndia). Aquests tres indrets són els únics de tot el planeta on ha estat descrita aquesta espècie mineral.